# Veigh
Thiago Veigh da Silva, noto semplicemente come Veigh (Itapevi, 12 settembre 2001), è un rapper e cantante brasiliano.

## Biografia
Veigh, originario di Itapevi, ha lavorato come cameriere, addetto al magazzino e nel telemarketing, prima di approdare nel mondo discografico. L'album in studio d'esordio Dos prédios è stato pubblicato nel novembre 2022 ed è stato spinto da una deluxe uscita qualche mese più tardi contenente il successo Novo balanço, primo ingresso in top five dell'artista nella Brazil Songs.
Si è conteso due premi Multishow nel novembre 2023 ed è stato incluso nella lista annuale di Forbes Brasil degli under 30 l'anno seguente.
Nel giugno 2025 è ritornato col secondo disco di inediti, intitolato Eu venci o mundo e anticipato dagli estratti Mônaco freestyle e Taylor; esso si è fermato in cima alla Top 200 Álbuns della Associação Fonográfica Portuguesa e ha piazzato quindici tracce su sedici sia nella Billboard Brasil Hot 100 che nella top 200 portoghese simultaneamente. Quella più fortunata è stata Artista genérico, che è entrata al 4º posto della hit parade brasiliana di Billboard e all'11ª posizione di quella della AFP. Veigh è così risultato il solista più popolare della settimana in Brasile secondo il consumo di musica rilevato da Luminate Data; inoltre, è stato anche impegnato con una tournée musicale nel continente europeo durante la prima metà l'anno.

## Discografia

### Album in studio
- 2022 – Dos prédios
- 2025 – Eu venci o mundo

### Singoli
- 2019 – Indispensável (con KK)
- 2019 – Rain
- 2019 – Na cara (con RalphTheKid)
- 2019 – Racks on Me (con Nagalli)
- 2020 – Dripper (con Celo1st)
- 2020 – Fender (con Celo1st)
- 2020 – Ricos em breve
- 2020 – 20Minutes
- 2020 – Bandana
- 2021 – 40 graus (con Mikezin e Greezy)
- 2021 – Perigo (con Nagalli feat. Did Brock)
- 2021 – Sigo as estrelas (con Nagalli)
- 2021 – Pole Dance (con DJ GM, MC Teteu, MC Piedro, Hugo CNB, Blackz e Did Brock)
- 2021 – Foto do corte (con Nagalli)
- 2021 – Resumo (con Yunk Vino, Danzo e Kyan)
- 2021 – Jeito bandida (con Kyan e Mu540 feat. Wey, Nagalli, Paiva & Caio Passos)
- 2021 – Profissão de risco (con Leall e Kayode feat. Nagalli & Celo1st)
- 2022 – Pérola (con Nagalli e Hatz)
- 2022 – Trap de cria 2 (con Kyan e Danzo feat. Nagalli & Caio Passos)
- 2022 – Menino do gueto (con Salaga)
- 2022 – Paraíso periférico (con Kyan e Nagalli)
- 2022 – O justo não treme (con Nagalli)
- 2022 – Contagem (con G.A e JayA Luuck feat. Danzo)
- 2022 – Pelo momento (con Borges e Nagalli feat. Viper)
- 2023 – História viva (con MIBR)
- 2023 – Com pressão (con MC PH e Aka Rasta)
- 2023 – Prazeres da vida noturna (con DJ Arana)
- 2023 – Clickbait (con Niink e Bvga Beatz)
- 2023 – Mal intencionada (Já foi, já era) (con Kyan, Borges e Vulgo FK)
- 2023 – Ballena (con Vulgo FK e MC PH)
- 2023 – Foto da unha (con L7nnon e Nagalli)
- 2024 – Sim ou não (con Ludmilla)
- 2024 – Nois é nois
- 2024 – Vem desestressar (con MC PH e Vulgo FK)
- 2024 – Ela é futil (con Cjota e MC Daniel feat. Pedro Lotto)
- 2024 – Os menino da Nova (con Niink e G.A)
- 2024 – Outros corpos (con Orochi feat. Portugal no Beat & Ribb)
- 2024 – Calvin Klein (con Vulgo FK e Pedro Lotto feat. Honaiser, Galdino & Toledo)
- 2024 – Tyla (con Blanco)
- 2024 – Figura pública (con Nemzzz)
- 2025 – Os MLK é ruim (con MC Negão Original, Toledo e DJ Yago feat. DJ Guh Mix)
- 2025 – Mônaco freestyle
- 2025 – Taylor